# Komandor podporucznik
Komandor podporucznik (kmdr ppor.) – wojskowy stopień oficerski w polskiej Marynarce Wojennej i Morskim Oddziale Straży Granicznej, odpowiadający majorowi w Wojskach Lądowych i Siłach Powietrznych. Jego odpowiedniki znajdują się także w marynarkach wojennych innych państw.

## Geneza
Termin komandor pojawił się po raz pierwszy we flotach wojennych około XII wieku, jako tytuł dla dowodzącego okrętem. Jego odpowiednikiem we flocie brytyjskiej jest captain, który zgodnie z pierwotnym, dosłownym tłumaczeniem oznacza kapitana statku. Z czasem wprowadzono tytuły dla różnych jednostek, i tak: komandor dowodził dużymi okrętami (np. okręt liniowy, krążownik), komandor porucznik średnimi (np. niszczyciel, fregata), a komandor podporucznik małymi (np. korweta).
Następnie tytuły przekształciły się w stopnie wojskowe i przestały dotyczyć jedynie oficerów dowodzących okrętami. W niektórych marynarkach wojennych nazwy odpowiedników polskich komandorów figurują zgodnie z historycznym pochodzeniem. Na przykład w Bundesmarine (Marynarka Wojenna Republiki Federalnej Niemiec) istnieją następujące stopnie: Kapitän zur See (Kapitan Morza); Fregattenkapitän (Kapitan Fregaty); a także Korvettenkapitän (Kapitan Korwety). W Rosji noszą one nazwy kapitanów I, II i III rangi.

## Użycie
W Polsce stopień komandora podporucznika powstał w 1921, wraz z pozostałymi pierwszymi stopniami w Marynarce Wojennej. Wcześniej, od 1918 używano zapożyczonego z Wojsk Lądowych stopnia majora marynarki. Od momentu utworzenia komandor podporucznik znajduje się w hierarchii pomiędzy kapitanem marynarki, a komandorem porucznikiem i jest odpowiednikiem majora. W latach 1921–1952 był najniższym stopniem w grupie oficerów sztabowych, a od 1952 jest najniższym stopniem wojskowym wśród oficerów starszych. 
Stopień wojskowy komandora podporucznika jest zaszeregowany dla grup uposażenia nr 14-14C. W kodzie NATO określony jest jako OF-03.
Jego odpowiednikami w marynarkach wojennych innych państw są m.in.:
- Lieutenant-Commander – Wielka Brytania, Stany Zjednoczone;
- Kapitan III rangi – Rosja;
- Korvettenkapitän – Niemcy;
- Capitán de corbeta – Hiszpania;
- Capitão-tenente – Portugalia;
- Capitaine de Corvette – Francja;
- Örlogskapten – Szwecja;
- Capitano di Corvetta – Włochy;
- Luitenant ter zee der 1e klasse – Holandia;
- Orlogskaptajn – Dania.